# Lathyrus sulphureus
Lathyrus sulphureus är en ärtväxtart som beskrevs av Asa Gray. Lathyrus sulphureus ingår i släktet vialer, och familjen ärtväxter. Inga underarter finns listade i Catalogue of Life.